# Rhymesayers Entertainment
Rhymesayers Entertainment er et pladeselskab, etableret af rapperen Sean Daley Slug, Anthony Davis (Ant), Musab Saad (Musab) og Brent Sayers (Siddiq). Pladeselskabet er baseret i Minneapolis, består hovedsagligt af folk fra byen, og er derfor blevet et slags samlested for byens rap musik.
I 1999 åbnede selskabet sin egen pladeforretning ved navn The Fifth Element i Minneapolis.

## Kunstnere
- Ant
- Atmosphere
- Brother Ali
- Blueprint
- Boom Bap Project
- DJ Abilities
- DJ Mr. Dibbs
- Dynospectrum
- Eyedea & Abilities
- Felt
- Grayskul
- I Self Devine
- Los Nativos
- Mass Hysteria
- Musab
- MF DOOM
- Micranots
- Oliver Hart
- P.O.S
- Psalm One
- Semi.Official
- Soul Position
- Vitamin D